# Опалиньский, Казимеж

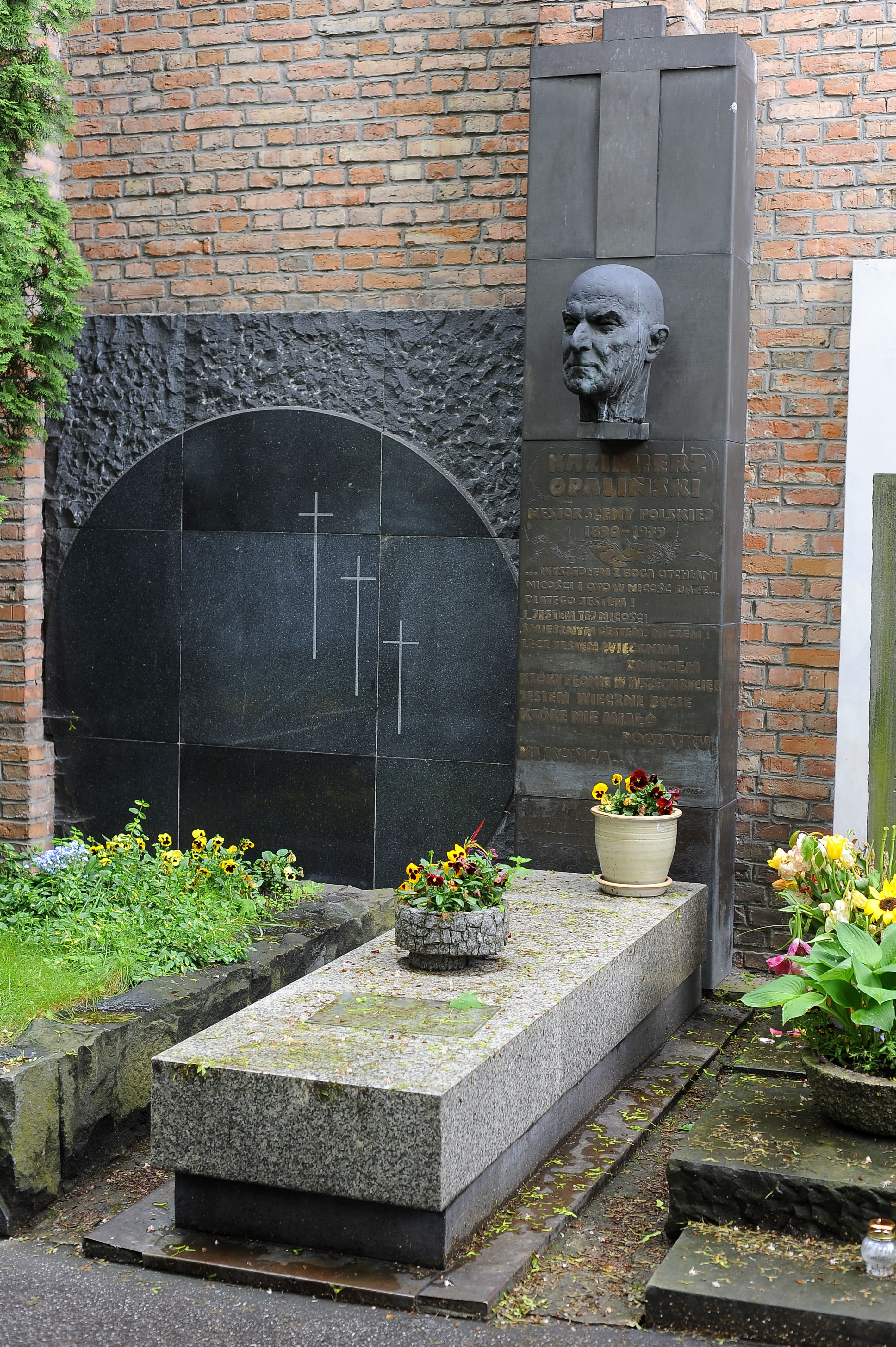
Могила на «Аллее заслуженных» на кладбище Старые Повонзки.

Казимеж Опалиньский (пол. Kazimierz Opaliński; 22 февраля 1890 — 6 июня 1979) — польский актёр кино, театра и радио, театральный режиссёр.

## Биография
Казимеж Опалиньский родился 22 февраля 1890 года в Пшемысле. Он не учился в актёрских школах. Был сыном переплётчика и после окончания двух классов торговой школы в Пшемыслю, он устроился на работу как печатник; тем временем начал выступать в любительских театрах. В 1912 году он дебютировал на сцене и принят к театральной труппе объездного театра. Во времени Первой мировой войны, будучи австрийским подданным, в 1914 году он остался пленником Российской империи, вывезли его в Оренбург и Ташкент. После возвращения он выступал в много театрах в разных польских городах. Только во времени второй мировой войны он не выступал, работая в бюро. Наиболее долго работал в театрах в Варшаве и Кракове. Выезжал на гастрольные выступления в CCCP, Францию, ФРГ, ГДР, Австрию, Нидерланды, Данию, Норвегию, Чехословакию, Италию, Англию. До конца жизни он сотрудничал с радио и телевидением. Умер 6 июня 1979 года в Варшаве. Похоронен на «Аллее заслуженных» на варшавском кладбище Старые Повонзки.

## Творчество
- С 1936 года снимался в кино. В кинематографических и телевизионных фильмах и в представлениях «театра телевидения» он создал много знаменитых ролей, которые остаются в памяти.
- В театре часто играл в комедиях Александра Фредро, которые также режиссировал.
- Он имел характерный голос. Создал много актёрских воплощений в радиопостановках радио театра. В «радиоповести» о жителях фиктивной деревни Езёраны, которая выходила еженедельно, он с 1960 по 1979 год выступал в одной из главных ролей (дедушка Матфей).

## Избранная фильмография
| Год       | Русское название               | Оригинальное название              | Роль                                       |
| --------- | ------------------------------ | ---------------------------------- | ------------------------------------------ |
| 1936      | Барбара Радзивилл              | Barbara Radziwiłłówna              |                                            |
| 1936      | Прокажённая                    | Trędowata                          |                                            |
| 1938      | Люди Вислы                     | Ludzie Wisły                       | Добзялковский                              |
| 1939      | Спортсмен поневоле             | Sportowiec mimo woli               |                                            |
| 1949      | За вами пойдут другие          | Za wami pójdą inni                 | антиквар                                   |
| 1950      | Две бригады                    | Dwie brygady                       | актёр Борович, играющий шлифовщика Каргана |
| 1951      | Варшавская премьера            | Warszawska premiera                | театральный архивист                       |
| 1952      | Первые дни                     | Pierwsze dni                       | трактирщик Высмык                          |
| 1953      | Три повести                    | Trzy opowieści                     | Новицкий                                   |
| 1953      | Дело, которое надо уладить     | Sprawa do załatwienia              | директор / пассажир спального вагона       |
| 1953      | Трудная любовь                 | Trudna miłość                      | Налепа, отец Ханки                         |
| 1954      | Пятеро с улицы Барской         | Piątka z ulicy Barskiej            | машинист                                   |
| 1954      | Под фригийской звездой         | Pod gwiazdą frygijską              | Сапожник Непомуцен Ломпец                  |
| 1956      | Ежи Лещинский                  | Jerzy Leszczyński (документальный) |                                            |
| 1956      | Загадка старой штольни         | Tajemnica dzikiego szybu           | Кропа                                      |
| 1956      | Человек на рельсах             | Człowiek na torze                  | машинист Ожеховский (главная роль)         |
| 1958      | Эроика                         | Eroica                             | омендант Мокотова                          |
| 1958      | Пан Анатоль ищет миллион       | Pan Anatol szuka miliona           | кассир Рапачыньский                        |
| 1960      | Косоглазое счастье             | Zezowate szczęście                 | начальник тюрьмы                           |
| 1960      | Год первый                     | Rok pierwszy                       | отец Отрыны                                |
| 1960      | Счастливчик Антони             | Szczęściarz Antoni                 | Опалинский, сосед Антонего                 |
| 1961      | Дорога на запад                | Droga na zachód                    | машинист Вальчак (главная роль)            |
| 1962      | Гангстеры и филантропы         | Gangsterzy i filantropi            | Судья шахматист                            |
| 1962      | Чёрные крылья                  | Czarne skrzydła                    | Феликс Кострынь                            |
| 1964      | Приданое                       | Wiano                              | Дедушка                                    |
| 1965      | Рукопись, найденная в Сарагосе | Rękopis znaleziony w Saragossie    | Шейх, отшельник                            |
| 1966      | Фараон                         | Faraon                             | Бэроэс, халдейский пророк                  |
| 1966      | Ад и небо                      | Piekło i niebo                     | Игнатий Принципа (главная роль)            |
| 1966–1968 | Клуб профессора Тутки          | Klub profesora Tutki (телесериал)  | доктор                                     |
| 1967      | Очень старые оба               | Bardzo starzy oboje                | Адольф (главная роль)                      |
| 1969      | Ведомство                      | Urząd                              | кардинал                                   |
| 1969      | Новый                          | Nowy                               | руководитель социального отдела            |
| 1971      | Болеслав Смелый                | Bolesław Śmiały                    | Архиепископ Богумил                        |
| 1972      | Свадьба                        | Wesele                             | Отец                                       |
| 1973      | Мальчики                       | Chłopcy                            | Иосиф Кальмита                             |
| 1973      | Чёрные тучи                    | Czarne chmury (телесериал)         | Сэнкош                                     |
| 1974      | Сколько той жизни              | Ile jest życia (телесериал)        | священник                                  |
| 1974      | Потоп                          | Potop                              | Императорский посол                        |
| 1974      | Земля обетованная              | Ziemia obiecana                    | Старый Баум, отец Макса                    |
| 1975      | Ночи и дни                     | Noce i dnie                        | Иоахим Остшеньский, дядя Барбары           |

## Признание
- 1952 — Золотой Крест Заслуги
- 1959 — Командор Ордена Возрождения Польши.
- 1964 — Государственная премия ПНР 1-й степени.
- 1969 — Награда Министра культуры и искусства ПНР.
- 1973 — Приз за актёрское воплощение — X Международный телевизионный фестиваль «Злата Прага» в Праге (за роль в фильме Мальчики).
- 1974 — Орден Строителей Народной Польши.